# Verfassung von Berlin
Die Verfassung von Berlin (VvB) ist die Landesverfassung des deutschen Landes Berlin.
Aktuell ist die Verfassung vom 23. November 1995, die am 8. Juni 1995 vom Abgeordnetenhaus von Berlin beschlossen und von den Berlinern in der Volksabstimmung am 22. Oktober 1995 mehrheitlich bestätigt wurde, mit nachfolgenden Änderungen (siehe im Infokasten mit den Basisdaten).

## Geschichte
Sie löste die Verfassung vom 1. September 1950 ab. Erhebliche Ergänzungen gegenüber der vorher geltenden Verfassung gab es im Abschnitt II: Der Grundrechtskatalog wurde erweitert, Staatsziele in die Verfassung neu eingeführt und das Verbot von Diskriminierung erstmals festgeschrieben. Im Abschnitt III wurden die Rechte der Abgeordneten ausgedehnt und das Amt eines Datenschutzbeauftragten festgeschrieben. Der Abschnitt V wurde um Möglichkeiten einer Volksgesetzgebung in einem dreistufigen Verfahren von Volksinitiative, Volksbegehren und Volksentscheid erweitert. Durch Abschnitt VII schließlich wurde die Basis für den Verfassungsgerichtshof des Landes Berlin gelegt.
Bereits die Verfassung von 1950 beanspruchte in ihrem Artikel 4 Gültigkeit für Gesamtberlin, konnte bis zur Wiedervereinigung de facto aber nur auf West-Berliner, nicht aber auf Ost-Berliner Gebiet durchgesetzt werden. Seit dem 11. Januar 1991 galt sie dann für ganz Berlin.
Die Verfassung von Berlin hat keinen Gottesbezug.
In Artikel 10 Absatz 2 wurde ein Schutz gegen Diskriminierung aufgrund der sexuellen Orientierung aufgenommen.

## Struktur und Inhalt
Die Verfassung von Berlin ist in 9 Abschnitte und 101 Artikel gegliedert:
Vorspruch:
In dem Willen, Freiheit und Recht jedes einzelnen zu schützen, Gemeinschaft und Wirtschaft demokratisch zu ordnen und dem Geist des sozialen Fortschritts und des Friedens zu dienen, hat sich Berlin, die Hauptstadt des vereinten Deutschlands, diese Verfassung gegeben:
| I    | Grundlagen                                            |
| II   | Grundrechte, Staatsziele                              |
| III  | Die Volksvertretung (das Abgeordnetenhaus von Berlin) |
| IV   | Die Regierung (der Senat von Berlin)                  |
| V    | Die Gesetzgebung                                      |
| VI   | Die Verwaltung                                        |
| VII  | Die Rechtspflege                                      |
| VIII | Das Finanzwesen                                       |
| IX   | Übergangs- und Schlussbestimmungen                    |